# USS Trippe (DD-33)
USS Trippe (DD-33) – amerykański niszczyciel typu Paulding. Jego patronem był John Trippe. Okręt po I wojnie światowej służył także w United States Coast Guard, nosił wtedy oznaczenie CG-20.
Stępkę okrętu położono 12 kwietnia 1910 w stoczni Bath Iron Works w Bath (Maine). Zwodowano go 20 grudnia 1910, matką chrzestną była żona Johna S. Hyde`a. Jednostka weszła do służby w US Navy 23 marca 1911, jej pierwszym dowódcą był Lieutenant Frank D. Berrien.
Okręt był w służbie w czasie I wojny światowej. Działał jako jednostka eskortowa na wodach amerykańskich i europejskich.
24 czerwca 1924 okręt wszedł do służby w Straży Wybrzeża. Bazując w New London brał udział w patrolach rumowych. 2 maja 1931 oddany US Navy.
Skreślony z listy jednostek floty 5 lipca 1934 został sprzedany na złom 22 sierpnia 1934.